# Быстрый меч (фильм, 1971)
«Быстрый меч» (англ. The Fast Sword, кит. трад. 奪命金劍, упр. 夺命金剑, палл. До мин цзинь цзянь, буквально: «Смертоносный золотой меч») — кинофильм 1971 года совместного производства Гонконга и Тайваня, снятый режиссёром и сценаристом Хуан Фэном. Гонконгская киностудия Golden Harvest работала над картиной совместно с тайваньской независимой кинокомпанией Chia Hsiang (Choa Cheung).

## Сюжет
Слепая вдова и её двое детей, Наньгун Чжэн и Наньгун Линь, прошли через много трудностей с тех пор, как их изгнали из своего поместья Ту Лун и Ту Тяньбяо. Однажды вечером Чжэн убивает Тяньбяо. Судебный исполнитель Янь Шицзе, известный своим быстрым мечом, посещает семью Наньгун. Встреча Чжэна и Шицзе оказывается неизбежной. Когда Шицзе собирается отвезти подозреваемого в суд, люди Тяньбяо прибывают, чтобы отомстить за своего вождя. Однако законник настаивает на судебном разбирательстве. Один из людей Луна идёт на хитрость: он похищает мать Чжэна. Подозреваемый сдаётся бандитам, когда узнаёт, что мать у них. Шицзе и Линь выясняют, что старуха уже мертва. Они сражаются с Луном в его крепости, затем освобождают Чжэна. Спустя несколько дней Чжэн и его освободители убивают Луна.

## В ролях
| Актёр       | Роль                   |
| ----------- | ---------------------- |
| Чжан И      | Янь Шицзе              |
| Хань Сянцин | Линь                   |
| Ши Цзюнь    | Наньгун Чжэн           |
| И Юань      | Ту Тяньбяо             |
| Ван Лай     | мать Чжэна             |
| Мяо Тянь    | Ту Лун                 |
| Гао Мин     | Ши Пинцин              |
| Лэй Цзюнь   | боец из крепости Гайши |
| Ван Сян     | боец из крепости Гайши |
| Саммо Хун   | боец из крепости Гайши |
| Лэй Катин   | боец из крепости Гайши |
| Хуан Фэн    | повелитель Чэн         |

## Съёмочная группа
- Компания: Golden Harvest, Chia Hsiang Film Co.
- Продюсер: Чжугэ Цинъюнь[кит.]
- Режиссёр и сценарист: Хуан Фэн[англ.]
- Ассистент режиссёра: Линь Цзюньсюн
- Гримёр: Хуан Мэйфэн
- Дизайнер по костюмам: Ма Ша
- Художник: Цао Няньлун
- Оператор: Ли Ютан
- Композитор: Чжоу Лян

## Критика
Дэвид Рис с сайта Asian Action Cinema хоть и называет кинофильм типичным фехтовальным боевиком, но при этом позитивно оценивает главную роль Чжан И, темп развития сюжета, боевые сцены и их постановку, а также отмечает задействование необычного оружия.